# Ordenslöften
Ordenslöften är löften som avkrävs av en person för att denna ska kunna få ansöka om medlemskap i en orden. 
I kristna sammanhang sker avgivandet av löften att leva efter klosterregler när den som efter en tid som novis inträder i ett kloster eller en kyrklig orden.  Avläggandet sker vid en särskild ceremoni kallad profess. De tre benediktinska ordenslöftena omfattar exempelvis conversatio, det vill säga antagande av klosterlivets villkor, lydnad till abboten och stabilitet (latin: stabilitas loci "platsens stabilitet"), det vill säga löftet att förbli i det kloster där löftet avgivits. I de senare klosterordnarna infördes vanligen de tre mera bekanta löftena om fattigdom, kyskhet och lydnad. Löften avges normalt i flera steg, där eviga löften avges först efter ett antal år. 
Inom Godtemplarorden avgavs löftet om helnyktert liv i avståndstagande från alla former av berusningsmedel omedelbart vid inträdet, utan någon period som novis. Sedan ordenssystemet avskaffats inom IOGT (och NTO) har man istället ett "medlemslöfte".